# 釧路市立幣舞中学校
釧路市立幣舞中学校（くしろしりつ ぬさまいちゅうがっこう）は、北海道釧路市にある公立中学校。

## 概要
- 釧路駅から南東に2.5kmほどのところに位置し、すぐそばに春採湖や市立釧路総合病院がある。
- 学級数は2019年度現在1年生が3クラス、2・3年生が2クラスである。
- 学年カラーはレッド・ブルー・イエロー。2018年度まではレッド・ブルー・グリーンであった。なお、これに伴いジャージのデザインも変更された。
- 男子の制服は学ラン、女子はセーラー服である。
- 体育の授業時に校歌に合わせて「幣舞体操」と呼ばれる独自の準備体操を行う。

## 校舎
毛綱毅曠の設計で、3階建てである。アーチが特徴的で、職員室前の2階と3階の吹き抜け（ホールと呼ばれる）にはステンドグラスもある。その為観光客の中には近くの釧路市立博物館と間違える人がいる他、建築を勉強する学生が来校することもある。しかしその特殊な構造が災いしてか、雨漏りなどの老朽化が進行しても根本的な補修工事が行われないほか、冬季は校門から生徒玄関までの道が非常に凍結しやすい。

## 校歌
- 作詞 - 宮川 正男
- 作曲 - 石丸 基司

## 沿革
- 2004年（平成16年）4月1日−釧路市立東中学校と釧路市立弥生中学校が統合し、釧路市立幣舞中学校として開校。

## 年間行事
- 4月 - 入学式、始業式
- 5月 - 炊事教室（1年）、球技大会（1年）
- 6月 - 修学旅行（3年）[1]、宿泊研修（2年）[2]、前期中間テスト
- 7月 - 体育祭、夏休み前集会
- 8月 - 夏休み明け集会
- 9月 - 前期期末テスト、文化祭
- 10月 - 生徒会役員選挙、前期終業式、後期始業式、職場体験（2年）
- 11月 - 後期中間テスト
- 12月 - 冬休み前集会
- 1月 - 冬休み明け集会
- 2月 -
- 3月 - 学年末テスト、卒業式、終業式

## 授業の特色
2・3年生の数学と英語では、進度別に各クラスを2つに分けた授業が行われている。

## 部活動
生徒全員が所属する必要はない。
- 運動部
  - サッカー部[3]
  - 野球部
  - 男子バスケットボール部
  - 女子バスケットボール部
  - 女子バレーボール部
  - 陸上部
  - アイスホッケー部[4]
- 文化部
  - 吹奏楽部
  - 美術部

### 過去に存在した部活動
- ネイチャーボランティア部（2017年度をもって廃部）

## 生徒会
- 会長1名、副会長・書記各2名ずつ、会計3名の計8名である。なお、他の委員会との兼任はできない。
- 選挙は毎年10月初旬に行われる。

## 学級組織
学級三役と呼ばれる。
- 学級会長 - 各クラス1名。計画委員会に出席する。
- 学級副会長 - 各クラス2名。
- 学級書記 - 各クラス2名。

## 専門委員会
補記のないものは各クラス男女各1名計2名である。また、特記のないものについては毎年10月に委員が変わる。全て兼任は不可。
- 計画[5]
- 体育
- 図書
- 美化
- 放送
- 保健
- 生徒会誌編集委員[6]
- 選挙管理委員[7]

## アクセス
釧路駅よりくしろバス 2 若草団地線、12 文苑・公住線、17 白樺線、55 南北線で「幣舞中学校」バス停下車すぐ